# Abraxas adusta
Abraxas adusta là một loài bướm đêm trong họ Geometridae.